# Шмаровоз
«Шмаровоз» (нім. "Der Heizer") — оповідання Франца Кафки. Кафка писав його як перший розділ роману, який він назвав Америка; але кинув роман 1913 року і опублікував цей розділ самостійно пізніше того року. Після його смерті цю розповідь зазвичай публікують разом з незавершеними фрагментами Америки.

## Сюжет

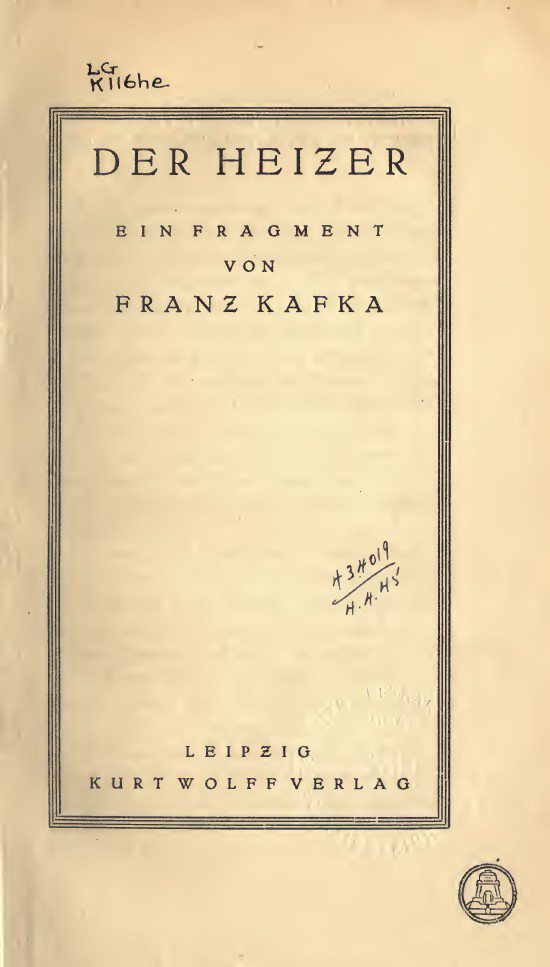
Heizer

Історія починається з того, що 16-річний Карл прибуває в Нью-Йоркську гавань на повільному кораблі. Росманна відправили в Америку, «бо його спокусила покоївка і дістала від нього дитину». Коли він збирається виходити на берег, то пригадує, що залишив парасольку під палубою. Він просить юнака, з яким побіжно познайомився під час подорожі, щоб подивився за його валізою, поки він забере парасольку.
Хлопець губиться в коридорах і починає стукати в двері. Якийсь чоловік впускає його й починає розмову. Чоловік пояснює, що він кочегар (в українському перекладі «шмаровоз»), що він працює на кораблі, але його ось-ось звільнять, тому що начальник (румун прізвище якого Шубаль) має упередженість на користь румунів (судно німецьке і сам кочегар німець). Він продовжує пояснювати, що працював на багатьох судах і його завжди хвалили за наполегливу працю.
Карл переймається розповіддю кочегара і обіцяє допомогти йому. Разом вони йдуть до капітана корабля, який веде неформальну бесіду з кількома людьми. Кочегарові спочатку дозволяють увійти в каюту, але просять вийти після того, як головний касир вказує на те, що він занадто зайнятий, щоб слухати справу кочегара. Коли їх хочуть вигнати з каюти, Карл біжить через все приміщення і привертає до себе загальну увагу. Потім він пояснює, що на його думку стосовно кочегара вчинено несправедливо, і що його потрібно вислухати.
Капітан виходить вперед і дозволяє кочегарові розповісти про свою справу. Той починає описувати подробиці, але хаотично і поспіхом. Карл втручається і просить кочегара розповідати більш впорядковано і уникати непотрібних деталей. Якраз тоді приходить Шубаль і починає відкидати будь-яку нечесність зі свого боку. Його супроводжують 15 свідків, які чекають зовні.
Серед гостей капітана присутній сенатор на ім'я Якоб, який просить Карла назвати своє ім'я. Той каже і тоді сенатор розповідає, що він дядько Карла і його проінформувала листом про прибуття племінника покоївка, яка його раніше спокусила. Тож, центр загальної уваги змінюється від кочегара до Карла і люди починають вітати сенатора з вдалим пошуком свого племінника.
Карл намагається скористатися своїм новим заступництвом, щоб привернути увагу до справи кочегара, але його дядько пояснює, що насправді остаточне рішення залежить від капітана. Капітан наказує спустити човен для сенатора та його племінника. На човні юнак починає плакати.
Карл дивиться у вікно офісу під час відплиття. Свідки Шубаля стоять біля вікна і махають руками на прощання. Кочегара серед них немає. Карлові здається, що дядько не замінить йому кочегара.

## Публікація
Припинивши роботу над романом у січні 1913 року, в березні Кафка надіслав видавцеві Вольфові копію Перевтілення, і намагався переконати того опублікувати твір разом з оповіданнями Шмаровоз і Вирок як книгу під назвою Сини.
Вольф не пішов на це і в травні опублікував Шмаровоза у вигляді 48-сторінкової книги звичайним для себе тиражем 1000 примірників, представивши як 3-й том серії Судний День.

## Українські переклади
- Франц Кафка: Перетворення. Переклад з німецької Івана Кошелівця. Львів: Літературна аґенція Піраміда. 2005. ISBN 966-8522-28-1. (завантажити e-book з Chtyvo.org [Архівовано 13 квітня 2017 у Wayback Machine.])